# Richard Morton (baloncestista)
Richard Morton (San Francisco, California, 2 de febrero de 1966) es un exjugador y exentrenador de baloncesto estadounidense que jugó dos partidos en la NBA, además de hacerlo durante seis temporadas en la CBA. Con 1,89 metros de estatura, lo hacía en la posición de base. Como entrenador dirigió en 2006 a los San Francisco Pilots de la ABA.

## Trayectoria deportiva

### Universidad
Jugó durante cuatro temporadas con los Titans de la Universidad Estatal de California, Fullerton, en las que promedió 15,1 puntos y 2,6 rebotes por partido. En sus dos últimas temporadas fue incluido en el mejor quinteto de la Pacific Coast Athletic Association.

### Profesional
Tras no ser elegido en el Draft de la NBA de 1988, fichó como agente libre por los Indiana Pacers, con los que únicamente disputó dos partidos, en los que anotó un total de 6 puntos.
Después de su breve paso por la NBA, el resto de su carrera transcurrió en la CBA, donde jugó en siete equipos diferentes, promediando en total 18,7 puntos y 4,1 rebotes por partido. En 1990 y 1991 fue seleccionado para disputar el All-Star Game.

## Estadísticas de su carrera en la NBA

### Temporada regular
| Temporada | Edad | Equipo         | Liga | Pos. | P | TIT | MIN | TC  | TCA | %TC  | 3P  | 3PA | %3P | 2P  | 2PA | %2P  | TL  | TLA | %TL | R.OF. | R.DEF. | REB | ASIS | ROB | TAP | PER | FP  | PTS |
| 1988-89   | 22   | Indiana Pacers | NBA  | PG   | 2 | 0   | 5.5 | 1.5 | 2.0 | .750 | 0.0 | 0.0 |     | 1.5 | 2.0 | .750 | 0.0 | 0.0 |     | 0.0   | 0.0    | 0.0 | 0.5  | 0.0 | 0.0 | 0.5 | 1.0 | 3.0 |
| Total     |      |                | NBA  |      | 2 | 0   | 5.5 | 1.5 | 2.0 | .750 | 0.0 | 0.0 |     | 1.5 | 2.0 | .750 | 0.0 | 0.0 |     | 0.0   | 0.0    | 0.0 | 0.5  | 0.0 | 0.0 | 0.5 | 1.0 | 3.0 |